# Acrospermum graminum
Acrospermum graminum är en svampart som beskrevs av Lib. 1830. Acrospermum graminum ingår i släktet Acrospermum och familjen Acrospermaceae.  Arten är reproducerande i Sverige. Inga underarter finns listade i Catalogue of Life.